# میرزا جبی‌اف
میرزا جبی‌اف (انگلیسی: Mirza Jabiyev؛ ۲۲ فوریه ۱۹۲۵ – ۱۰ فوریهٔ ۱۹۷۸) فرد نظامی اهل اتحاد جماهیر شوروی سوسیالیستی بود.
وی همچنین برندهٔ جوایزی همچون نشان لنین، نشان پرچم سرخ، و قهرمان اتحاد شوروی شده‌است.